# Gabriel Blamo Jubwe
Gabriel Blamo Snosio Jubwe (ur. 7 września 1958 w Lagos) – liberyjski duchowny rzymskokatolicki, arcybiskup Monrovii od 2024. 

## Życiorys
Święcenia kapłańskie przyjął 18 grudnia 1983 i został inkardynowany do archidiecezji Monrovii. Był m.in. dyrektorem diecezjalnego ośrodka duszpasterskiego, rektorem niższego seminarium w Monrovii oraz wyższego seminarium w Gbarnga, wikariuszem generalnym archidiecezji, sekretarzem generalnym Konferencji Episkopatu Liberii, a także dyrektorem Papieskich Dzieł Misyjnych i tymczasowym administratorem archidiecezji.
28 lutego 2024 papież Franciszek mianował go arcybiskupem metropolitą Monrovii. Sakry udzielił mu 4 maja 2024 nuncjusz apostolski w Liberii – arcybiskup Walter Erbì.